# Mount & Blade
Mount & Blade је средњовековна акциона игра из 2008. за Мaјкрософт Виндовс, коју је развила турска компанија Тејлворлдс, а објавила шведска компанија Paradox Interactive. У игри, играч контролише прилагођененог карактера за борбу, трговину, преговарање и на крају постаје владар измишљене земље Калрадија.
Mount & Blade је у почетку добила мешовити критички пријем. Рецензенти су похвалили игру због њене иновативне механике борбе, сложеног система вештина карактера и велике модне заједнице, али и критиковали је због њених понављајућих задатака, дијалога и локација, као и ниског квалитета графике. Самостална експанзија, Mount and Blade: Warband, објављена је у марту 2010. године, а наставак, Mount & Blade II: Bannerlord, био је пуштен у рани приступ 30. марта 2020.

## Начин игре
Mount & Blade је игра улога оријентисана на играче без икаквих елемената фантазије, а која се одвија у средњовековној земљи по имену Калрадија. У игри се налази слободни стил игре, у коме не постоји прича. Играч је у могућности да се придружи једној од пет борбених фракција, бори се као плаћеник, преузме улогу одметника или остане неутралан.
На почетку игре, играчу се нуди скуп опција за прилагођавање лика. Играч одговара на низ питања са вишеструким избором о прошлости и сполу лика, која стварају почетне атрибуте лика. Тада играч има могућност да црта црте лица свог лика.
Путовање до других локација или интеракција са другим странама врши се кликом на жељену дестинацију. Када наиђе на непријатеља, играч може покушати да избегне сукоб или се може борити са њима. У Mount & Blade се свакој бици приписује позната вредност, у складу са бројем и снагом чланова сваке странке. Играч добија репутацију ако победи у бици. Са повећаном репутацијом, играч постиже већи положај у игри и могу се понудити да постану вазали једне од пет фракција. Постајући вазалом, играчу се пружа контрола над одређеном територијом, од које он или она може да управља и наплаћује порезе. Решавањем задатака или победом противника, играч добија бодове за искуство, који се могу користити за побољшање атрибута, вештина и спретност са оружјем за даљи развој лика. Спретнос са оружјем се такође може побољшати временом наношењем штете другим противницима.